# Лорі-гуа
Ло́рі-гуа́ (Neopsittacus) — рід папугоподібних птахів родини Psittaculidae. Представники цього роду є ендеміками Нової Гвінеї.

## Види
Виділяють два види:
- Лорі-гуа великий (Neopsittacus musschenbroekii)
- Лорі-гуа малий (Neopsittacus pullicauda)

## Етимологія
Наукова назва роду Neopsittacus походить від сполучення слів дав.-гр. νεος — новий, інший і ψιττακος — папуга.